# Joseph Bell (marino mercante)
Joseph Bell (Carlisle, Inglaterra; 12 de marzo de 1861 - Océano Atlántico, 15 de abril de 1912) fue un marino mercante británico, conocido por ser el jefe de máquinas del RMS Titanic en su trágico viaje inaugural.

## Biografía
Hijo primogénito de John Bell Sr. y Margaret Watson, ambos empresarios agrícolas, Joseph Bell creció en Farlam, una pequeña parroquia perteneciente a la ciudad de Carlisle, en el condado de Cumbria.
Inicialmente, asistió a una escuela primaria privada en el pueblo de Farlam y, después de la muerte de su madre, se mudó con su padre y sus hermanos a Carlisle. Con el tiempo, el hermano menor John decidió emigrar a Australia, embarcando en el transatlántico SS Great Britain, mientras que el resto de la familia permaneció en Carlisle.
Después de salir de Carlisle, Joseph Bell se trasladó hasta Newcastle, donde comenzó su formación como aprendiz maquinista en la empresa ferroviaria Robert Stephenson and Company. En 1885, Bell fue contratado por la compañía White Star Line, trabajando en muchos barcos que comerciaban con las rutas entre Nueva Zelanda y los Estados Unidos. En 1891 fue ascendido a ingeniero mecánico jefe.
En 1893 se casó con Maud Bates, con quien tuvo 4 hijos: Frances John, llamado Frank (1896), Marjorie Clare (1899), Eileen Maud (1901) y Ralph Douglas (1908).
En 1911, Joseph encontró alojamiento en Belfast, junto con su esposa y su hijo menor. Las dos hijas permanecieron en Ripley, atendidas tanto por una ama de llaves como por sus tíos (la hermana y el cuñado de Bell), mientras que Frank, de 15 años, estudiaba en el Grosvenor College de Carlisle y luego pasó a realizar una pasantía en los astilleros de Harland and Wolff.

## A bordo delTitanic
Después de servir en el RMS Olympic, fue transferido al RMS Titanic, donde fue promocionado al puesto de jefe de máquinas. En la noche del 14 de abril, poco antes de que el barco chocara con un iceberg, Bell recibió una orden del puente para detener o revertir los motores (las informaciones, según el investigador, varían), en un intento por desacelerar el barco. A pesar de los esfuerzos de la tripulación, el Titanic no pudo evitar el golpe contra el bloque de hielo.
Cuando el barco comenzó a hundirse, Bell y los maquinistas permanecieron en la sala de máquinas, instando a los fogoneros y bomberos a mantener las calderas activas, permitiendo que las bombas continuasen su trabajo, asegurando que la electricidad permaneciera encendida el mayor tiempo posible para que permitiera al equipo de telegrafistas continuar enviando mensajes de auxilio. Bell y la mayoría de su personal probablemente permanecieron en la sala de máquinas hasta el último momento, sin poder escapar del navío antes de que se partiera en dos a las 2:17 horas. Su cuerpo nunca fue recuperado.

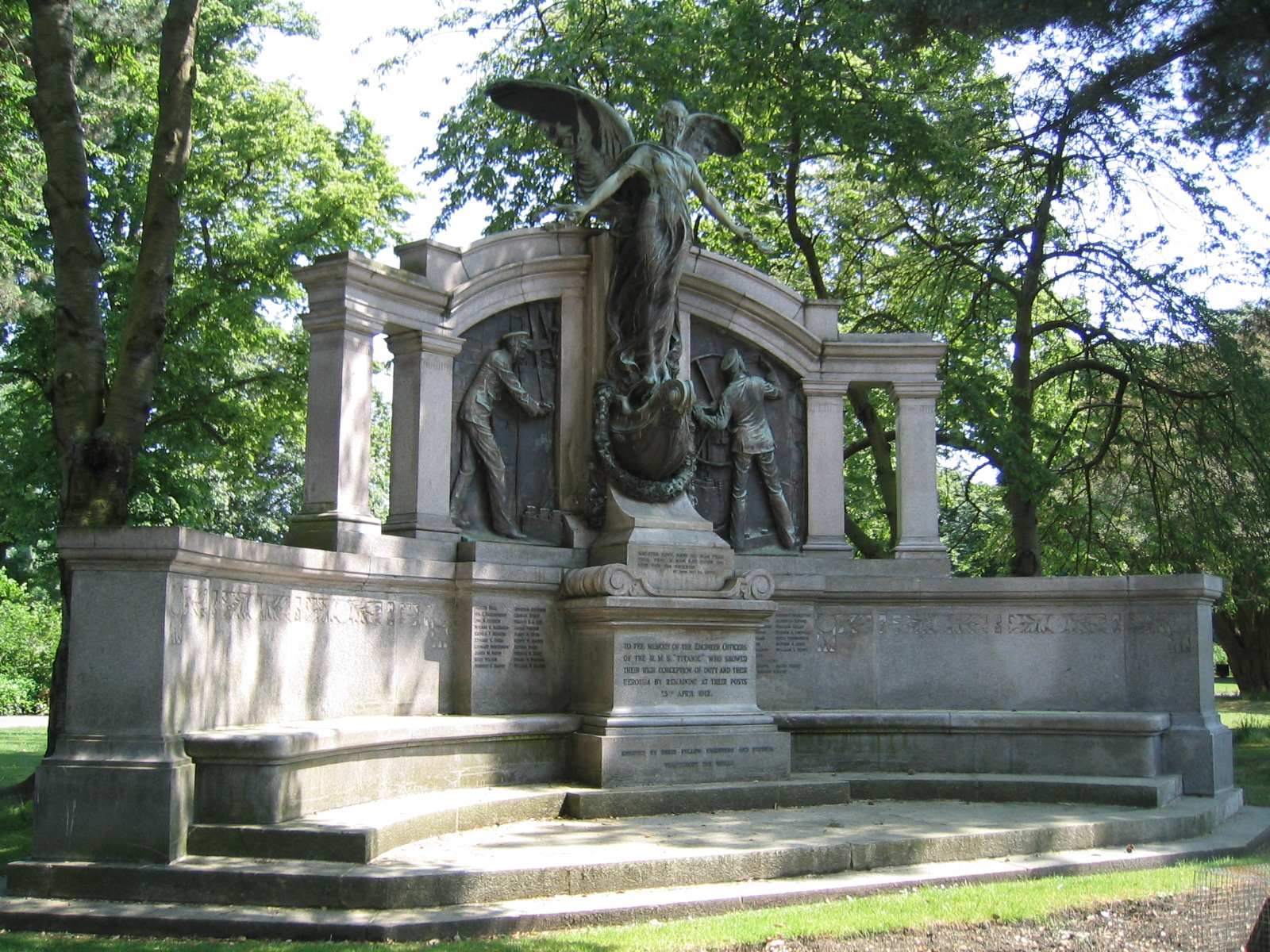
Mural de Southampton en homenaje a los maquinistas del Titanic.

Bell, junto a los 34 compañeros ingenieros que se encontraban en la sala de máquinas del Titanic, y que perecieron en el hundimiento, fueron homenajeados por su heroísmo con un mural conmemorativo en Southampton el 22 de abril de 1914.
En abril de 1914, en el East Park de Southampton fue inaugurado este monumento dedicado a los 35 mecánicos del Titanic desaparecidos en el naufragio. Fue desvelado por Sir Archibald Denny, presidente del Institut of Marine Engineers, ante una multitud de más de 100 000 personas. Bajo la estatua alegórica de bronce, se encuentra una inscripción con todos los nombres del equipo que lideraba Joseph Bell.